# Emprunt (linguistique)
Pour les articles homonymes, voir Emprunt.
En linguistique comparative, linguistique historique et sociolinguistique, le terme emprunt désigne l’adoption par un idiome (langue, dialecte) d’éléments de langue d’un autre idiome. En même temps, « emprunt » désigne l’élément adopté. Ce terme s’est généralisé en linguistique, bien que, à la différence de son sens extra-linguistique, dans le domaine de la langue il ne désigne pas quelque chose à rendre.
Toute langue a recours à des emprunts et fournit des emprunts à son tour, dans une certaine mesure. Ils concernent à divers degrés tous les domaines de la langue. Les plus fréquents sont les emprunts lexicaux, mais il y a aussi des emprunts grammaticaux (morphologiques et syntaxiques), ainsi que des emprunts phonétiques et prosodiques.
Un aspect important de la question des emprunts concerne leur intégration, à un moment historique donné, dans la langue d'accueil, car les emprunts d’une langue présentent des degrés différents de réalisation de ce processus.

## Circonstances de l’emprunt
Les langues ne sont pas isolées l’une de l’autre mais elles sont en contact par l’intermédiaire de leurs utilisateurs, à cause du voisinage, de la coexistence, des migrations ou des colonisations, phénomènes qui mènent souvent au bilinguisme. Ainsi, l’emprunt est-il le phénomène sociolinguistique le plus important dans le contact des langues. Les emprunts effectués dans ces circonstances sont appelés directs ou populaires par certains auteurs. De tels emprunts sont faits tout au long de l’histoire d’une langue et, de ce point de vue, on peut distinguer emprunts relativement anciens et relativement récents. En français, par exemple, des emprunts anciens sont ceux apportés par les Vikings via le normand, tels flotte, vague, etc., des emprunts récents étant d’origine anglo-américaine, comme best-seller ou parking.
Les langues ne sont pas égales en tant que sources d’emprunts. Celles des anciens pays colonisateurs, par exemple, ont joui d’un prestige social, culturel et politique plus grand que celles des peuples colonisés, par conséquent, ces dernières ont emprunté beaucoup plus aux premières qu’inversement : le vietnamien, le wolof au français, beaucoup d’autres langues asiatiques (par exemple le cantonais de Hong Kong) ou africaines à l’anglais, le tibétain au chinois, etc..
Certaines langues sont devenues des sources d’emprunts pour des raisons culturelles, à cause de leur rôle central dans le cadre de grandes civilisations. Parmi les langues actuelles il y a le chinois (pour le japonais, le coréen, le vietnamien et d’autres langues d’Asie de l'Est et du Sud-Est, ou l’arabe, par l’intermédiaire de l’islam, pour la langue ourdou, le persan, le swahili, etc. Pour la même raison, des langues qu’on ne parle plus continuent de fournir des emprunts, tels le grec ancien et le latin pour les langues occidentales, le chinois classique pour le chinois moderne et le japonais, le sanscrit pour le hindi. Les emprunts à de telles langues et à d’autres langues de culture sont appelés indirects ou savants par certains linguistes. Ils sont effectués par des connaisseurs de ces langues à la suite du contact avec des textes écrits qu’ils traduisent éventuellement. En roumain, par exemple, sont sources d’emprunts, à côté du latin, le français et l’italien, dans de nombreux cas sans qu’on puisse savoir de laquelle ils proviennent (exemples : algebră, balon, contra).
Même si une langue est dépourvue de prestige aux yeux des locuteurs d’une langue considérée comme étant de prestige, avec laquelle elle est en contact, la première fournit tout de même des emprunts à cette dernière, quoiqu’en moindre mesure comparativement. Ces emprunts peuvent avoir un sens dépréciatif. Tel est le cas en français, par exemple, de mots empruntés à l’arabe du Maghreb, comme barda (à l’origine « bât »), bled (« terrain, pays ») ou smalah (« famille, suite »).
Au XXIe siècle, l’anglais est probablement le fournisseur le plus important d’emprunts mais cette langue aussi emprunte à plusieurs langues. Dans ce siècle, le facteur qui favorise l’emprunt dans le cas des langues en général, est le développement des contacts interhumains de toutes sortes (économiques, politiques, culturels, etc.) par les voyages et les télécommunications.

## Motivation de l’emprunt
La raison principale de l’emprunt est la nécessité pour les utilisateurs d’une certaine langue de nommer une réalité nouvelle pour eux. Celle-ci vient de la communauté linguistique source avec sa dénomination. Ainsi, au XVIIIe siècle, les Français ont-ils emprunté aux Anglais le frac, la redingote, le rosbif, etc., et au XIXe siècle, des termes du domaine du chemin de fer, entre autres rail, wagon, etc. Outre des noms concrets, le français a emprunté à l’anglais des noms abstraits, par exemple du langage politique : session, budget, législature, memorandum, vote, etc..
Les exemples précédents désignent des choses et des notions devenues réalités dans la communauté linguistique réceptrice mais dans d’autres cas il lui faut nommer des réalités qui lui restent étrangères ou sont seulement en train de lui devenir propres. Tels sont le mot japonais sushi, le swahili safari, le russe samovar, le finnois sauna, etc.
Parfois, une certaine réalité existe bien dans la communauté et a un nom dans sa langue, mais un emprunt peut être nécessaire pour préciser son sens. En hongrois, par exemple, il y a le mot tanár « professeur » (dans l’enseignement de tout niveau) mais il a emprunté le mot professzor pour désigner seulement une personne ayant le titre de professeur dans l’enseignement supérieur.
D’autres fois, un emprunt est adopté pour des raisons stylistiques, bien qu’il existe dans la langue un mot tout à fait approprié pour désigner la réalité en cause. Il se forme ainsi des paires de synonymes par lesquelles on peut éviter des répétitions, par exemple en hongrois bonyolult = komplikált « compliqué », kérdés = probléma « problème ».
Il y a aussi des emprunts qui ne remplissent aucune lacune de la langue mais ont une motivation sociolinguistique. Des mots autochtones, même appartenant au lexique de base qui, pourtant, est plus stable que le reste du lexique, peuvent être remplacés par des emprunts à une langue qui jouit d’un grand prestige culturel. C’est le cas, par exemple, dans les langues dravidiennes de l’Inde, influencées par le sanscrit, porteur de l’hindouisme, religion dominante dans l’aire de ces langues.
C’est également pour des raisons sociolinguistiques que le registre d’une langue autre que le courant emprunte des mots dont les synonymes existent bien dans le registre courant de la même langue. Il peut s’agir de mots familiers dans la langue source, comme l’américanisme O.K. devenu international toujours dans le registre familier, y compris chinois (ōu-kēi), ou comme l’anglais bye-bye « au revoir » dans la même langue (bāi-bāi, dans le registre courant zài-jiàn). Le mot emprunté peut aussi être du registre courant dans la langue d’origine et devenir familier dans la langue réceptrice, comme l’anglais thank you « merci » en hindi et en ourdou : thainkyū (hindi courant dhyanavad, ourdou courant shukriya). De même, le mot d’emprunt peut être courant dans la langue source et argotique, du moins au début, dans la langue réceptrice, devenant éventuellement par la suite populaire ou même familier, comme les équivalents du (fr) fric, en roumain (lovele) et en hongrois (lóvé), du romani lovè. Au pôle sociolinguistique opposé il y a, par exemple, des mots courants dans une langue utilisés dans le registre soutenu d’une autre, comme en roumain a flata, du français flatter, au lieu du verbe roumain a măguli de même sens.
Pour des raisons culturelles, des emprunts anciens peuvent être remplacés par des emprunts plus récents. C’est arrivé par exemple en roumain, quand, à partir du XIXe siècle, la société a commencé de se moderniser sous l’influence de l’Europe occidentale. Des mots d’origine slave, grecque moderne et turque ont alors été remplacés par des emprunts au latin, au français ou à l’italien. Par exemple, le mot slave rod « fruit » a cédé la place au mot d’origine latine fruct au sens concret, le premier restant dans la langue au sens figuré et plus rarement utilisé, à cause de son intégration au registre soutenu.
Certains linguistes considèrent le recours à des mots étrangers comme un phénomène de mode, une manifestation de snobisme, ayant pour raison le souhait de faire partie des riches et puissants.

## Types d’emprunts
Il y a des emprunts dans tous les domaines de la langue mais en quantités inégales. On peut dans ce sens établir un ordre décroissant.

### Emprunt lexical
Les éléments de langue le plus souvent empruntés sont les mots, dont ceux à sens lexical (noms, verbes, adjectifs, adverbes, etc.) occupent la première place. Parmi ceux-ci, les noms sont de loin les plus souvent empruntés. Le japonais, par exemple, a beaucoup de noms, mais très peu de verbes chinois.
En moindre mesure que des mots à sens lexical, on emprunte des mots-outils : pronoms, adjectifs pronominaux, prépositions, postpositions, conjonctions, etc. Le turc, par exemple, a emprunté à l’arabe ou au persan des conjonctions correspondant à et, ou, mais.
Pour ce qui est des mots du lexique de base, certaines langues en acceptent plus difficilement, d’autres plus facilement. Parmi ces dernières il y a des langues autochtones d’Australie, d’Amazonie ou de Nouvelle-Guinée, mais l’anglais aussi a emprunté au vieux norrois des mots du lexique de base, tels they « eux, elles », their « leur(s) », skin « peau », sister « sœur », give « donner », die « mourir ». De même, des langues comme le japonais, le coréen ou le thaï ont emprunté des noms de nombres au chinois, auquel ils ne sont pourtant pas apparentés.

### Emprunts d’affixes de dérivation
Les langues indo-européennes occidentales ont emprunté beaucoup d’affixes au latin et au grec, qui servent à dériver des mots à partir d’autres mots. En français, par exemple, on trouve des préfixes latins comme extra-, inter-, pro-, trans-, etc. et grecs tels anti-, tri-, etc., ainsi que des suffixes latins (-al, -ation, etc.) et grecs : -ite, -ose, etc..
Vers la fin du XIXe siècle, lorsque la pensée occidentale a commencé de se répandre en Asie de l’Est, dans des langues de ces régions aussi on a ressenti le besoin d’utiliser des affixes. Pour -isme et -iser, par exemple, on a adopté des mots chinois en tant que suffixes : (ja) shakai-shugi « socialisme », ou-ka « européaniser »; (vi) âu-hoá « européaniser ». Un exemple intéressant est le mot vietnamien in-chê-able « non dénigrable », où le verbe, chê est vietnamien et les affixes – français.

### Emprunt prosodique et phonétique
Les traits prosodiques sont plus facilement empruntés que les phonétiques. Le système des tons, par exemple, s’est développé à peu près de la même façon dans une grande partie des langues d’Asie du Sud-Est, sous l’influence du chinois, probablement.
Certaines langues empruntent des mots avec leur phonétisme. Ainsi, la langue tagalog des Philippines n’a comme voyelles propres que /i/, /u/ et /a/, mais a pris à l’espagnol, langue des anciens colonisateurs, les voyelles /e/ et /o/, avec des mots comme (es) región > rehiyon. Le roumain n’a pas les phonèmes /ø/ et /y/, mais selon le dictionnaire orthoépique (DOOM 2), le mot bleu désignant une certaine nuance de « bleu » doit se prononcer avec [ø], et le mot führer < allemand Führer avec [y].
Un autre exemple d’influence prosodique et phonétique est la ressemblance entre hongrois et slovaque quant à l’accentuation et au système phonémique.

### Calque
Le calque est une espèce d’emprunt à part.
Il y a calque lexical, dont l’un des types est le calque sémantique, par lequel on emprunte un sens qui s’ajoute au(x) sens d’un mot de la langue réceptrice. Par exemple, le verbe français réaliser, dont le sens est « rendre réel, effectif », a pris aussi celui de « comprendre » par calque de l’anglais to realize.
Un autre type de calque lexical est celui de structure morphématique, consistant à emprunter la structure d’un mot étranger dérivé [ex. (ro) întâietate < (fr) primauté] ou composé : quartier-maître < (de) Quartiermeister.
Il y a aussi calque phraséologique, lorsqu’on emprunte une unité phraséologique en la traduisant littéralement, ex. (ro) să revenim la oile noastre < (fr) revenons à nos moutons.
Le calque grammatical peut être morphologique ou syntaxique. On en trouve des exemples causés par les influences réciproques entre langues de ce qu’on appelle union linguistique balkanique. Un phénomène morphologique entre autres, qui les caractérise, est l’article défini placé en fin de mot, comme un suffixe, en albanais, en bulgare, en macédonien et en roumain, tandis qu’un trait syntaxique qui leur est propre est la préférence pour le subjonctif au lieu de l’infinitif pour exprimer un procès subordonné dont le sujet est le même que celui du verbe régissant, en albanais, en bulgare, en macédonien, en roumain, en grec et en serbe.
Il y a aussi des calques concernant l’ordre des mots, comme, en français, Nord-Coréen < (en) North Korean, Sud-Africain < (en) South African.

## Intégration des emprunts
La langue réceptrice cherche à intégrer les emprunts en les adaptant à ses propres règles phonétiques, prosodiques, grammaticales, graphiques et orthographiques, mais tous les emprunts existant dans une langue à un certain moment historique ne sont pas intégrés dans la même mesure. En général, les emprunts sont d’autant mieux intégrés, qu’ils sont plus anciens. 
Le premier stade de l’emprunt est celui d’élément étranger dans la langue. L’une des voies par lesquelles il apparaît est le mélange d’éléments de deux langues différentes dans la même chaîne parlée, parfois la même phrase, phénomène qui peut exister chez les bilingues.
Le mot étranger est connu comme tel par les locuteurs et n’est pas du tout intégré dans la langue, ou il ne l’est que partiellement. Les mots désignant des réalités étrangères peuvent être complètement intégrés linguistiquement mais, par la force des choses, ils sont tout de même connus comme étrangers. Un emprunt qui désigne une réalité existant dans la communauté linguistique peut ne plus être considéré comme étranger quand il est complètement intégré linguistiquement et que le locuteur ordinaire ne sait pas que c’est un emprunt.

### Adaptation sémantique
D’ordinaire, le mot emprunté est adopté avec un seul sens qu’il a dans la langue source. S’il a un sens général, la langue réceptrice l’adopte avec un sens spécifique. Par exemple, en anglais, le nom building désigne tout bâtiment, mais en français, il a été pris pour désigner un bâtiment à nombreux étages.

### Adaptation phonétique et prosodique
Un mot bien intégré phonétiquement et prosodiquement adopte tous les traits en cause propres à la langue réceptrice, c’est-à-dire que les phones que celle-ci n’a pas sont remplacés par des phones qu’elle a, et d’autres changements phonétiques aussi lui sont appliqués, qui l’adaptent à la prononciation de la langue. De même, l’accent est déplacé si sa place d’origine ne correspond pas aux règles d’accentuation de la langue réceptrice.

#### Changements de phones
Des exemples de tels changements sont :
- français : choucroute [ʃuˈkʁut] < (de) Sauerkraut [ˈzaʊ̯ɐkʁaʊ̯t][25], bifteck [bifˈtɛk] < (en) beefsteak [ˈbiːfsteɪk][24]. Dans les mots d’origine anglaise, la consonne nasale vélaire voisée [ŋ] (ex. camping [kɑ̃piŋ]), qui n’est pas propre au français, se conserve tout de même[26].
- en roumain : birou [biˈrow] < (fr) « bureau », ștecăr [ˈʃtekər] « fiche mâle » < (de) Stecker [ˈʃtɛkəʁ]. Dans les mots étrangers partiellement intégrés, certains phones étrangers se conservent (voir plus haut les exemples bleu et führer).
- en BCMS (bosnien, croate, monténégrin et serbe) : meni [ˈmeni] < (fr) « menu »[27]. Ces langues n’acceptent aucun phone étranger.
- en hongrois : naiv [ˈnɒiːv] < (fr) « naïve »[28]. Cette langue non plus ne tolère pas les phones étrangers.
- en japonais : terebijon < (en) television[29]. Des mots connus comme étrangers, tels bejitarian « végétarien » < (en) vegetarian et baiorin « violon » < (en) violin, certains locuteurs les prononcent vejitarian et viorin, avec la consonne [v], étrangère au japonais[6].
- en polonais : dżem [d͡ʐɛm] < (en) jam [ˈd͡ʒæm]

#### D’autres changements phonétiques
Pour adapter des mots empruntés, dans certaines langues on change parfois également des phones qui pourtant y existent. En hongrois, par exemple, on appliquait aux emprunts anciens les règles de l’harmonie vocalique. Ainsi, le mot slave čelad est devenu család « famille ». Toutefois, on n’a pas appliqué ces règles aux emprunts plus récents.
Il y a des langues qui n’ont pas certaines combinaisons de phones, du moins dans certaines positions, c’est pourquoi elles adaptent de telles combinaisons en y introduisant des phones propres. Pour les langues BCMS, par exemple, certains groupes de consonnes en fin de mots sont étrangers, alors elles y introduisent à la forme de nominatif singulier un [a] qui disparaît à d’autres cas, ex. franak < (fr) « franc » – franka « du franc ». Néanmoins, certains emprunts échappent à cette règle (ex. mart « mars »), et d’autres ont deux variantes : ex. talent ou talenat.
Une autre adaptation consiste à changer la quantité des phones. Des phones longs dans une langue peuvent devenir brefs dans une autre et inversement. Exemples : (ro) hotar [hoˈtar] « frontière » < (hu) határ [ˈhɒtaːr], (hu) áfonya [ˈaːfoɲɒ] « mirtille » < (ro) afină [aˈfinə], (fr) [piˈd͡za] < (it) pizza [ˈpit͡sːa], (hu) affér [ˈɒfːeːr] < (fr) « affaire » [aˈfεːʁ].

#### Adaptation de l’accentuation
Dans le cas des langues à accent tonique, celui-ci peut changer de place dans le cas des emprunts.
Il y a des langues où la place de l’accent est fixe, par conséquent les emprunts sont accentués sur la syllabe en cause. C’est le cas du français, où l’accent est toujours sur la dernière syllabe prononcée du mot isolé, ex. choucroute [ʃuˈkʁut] < (de) Sauerkraut [ˈzaʊ̯ɐkʁaʊ̯t, bifteck [bifˈtɛk] < (en) beefsteak [ˈbiːfsteɪk].
En hongrois aussi, la place de l’accent est fixe, mais sur la première syllabe: naiv [ˈnɒiːv] < (fr) « naïve ».
En BCMS, la place de l’accent n’est pas fixe mais il y a une restriction qui l’exclut sur la dernière syllabe. Le standard du serbe est strict à cet égard (ex. dirigent [diˈriɡent] « chef d’orchestre » < (de) Dirigent [diʀiˈɡɛnt]), mais le croate accepte l’accentuation d’origine à côté de la régulière.
En roumain, la place de l’accent est encore plus libre mais il peut tout de même changer dans le processus de l’emprunt : hotar [hoˈtar] « frontière » < (hu) határ [ˈhɑtaːr], interviu [interˈviw] < (en) interview [ˈɪntəvjuː]. Il y a aussi des emprunts à variantes : manager [ˈmanad͡ʒer] < (en) manager, avec la place de l’accent conservée, ou [maˈnad͡ʒer].

### Adaptation grammaticale
Les langues flexionnelles et les langues agglutinantes adaptent d’ordinaire les mots empruntés à leur système de flexion, respectivement d’affixation. Elles attribuent un genre aux noms si elles ont ce trait grammatical, elles incluent les noms et les adjectifs dans une classe de déclinaison si elles ont ce type de flexion, toutes leur appliquent le système de marquage du pluriel (à l’exception éventuelle de certains mots) et toutes incluent les verbes dans une classe de conjugaison. Les mots empruntés sont aussi employés comme bases pour la formation de mots nouveaux.
Voici quelques phénomènes d’adaptation.
En français, le pluriel des noms et des adjectifs est le plus souvent marqué par -s, bien que non prononcé d’ordinaire. Les emprunts intégrés l’adoptent (des géraniums, des casinos), mais certains mots étrangers gardent leur forme de pluriel originaire, ex. des spaghetti, éventuellement écrite avec -s (spaghettis), la prononciation étant la même. Les verbes empruntés reçoivent en général le suffixe d’infinitif -er, étant ainsi inclus dans ce qu’on appelle le premier groupe.
En anglais aussi, le pluriel des noms empruntés se forme comme dans cette langue, avec -s prononcé, mais il existe des mots étrangers dans le cas desquels il y a hésitation. Par exemple cactus est utilisé avec les formes de pluriel cacti ou cactuses.
En roumain, les noms étrangers, tout comme les emprunts relativement anciens, sont adaptés en recevant l’article défini postposé (managerul « le manager ») et en étant déclinés conformément à leur terminaison : cowboyul « le cow-boy » – cowboyului « du cow-boy », mass-media (compris comme un singulier) « médias de masse » – mass-mediei « des médias de masse » (génitif/datif). Les verbes sont d’ordinaire inclus dans la 1re conjugaison, recevant le suffixe d’infinitif -a, ex. a flata < (fr) « flatter ».
En hongrois il y a des suffixes préférés pour constituer la forme de base des verbes (celle de l’indicatif présent, 3e personne du singulier) formés à partir de noms étrangers, ou pour adapter des verbes étrangers, précédés éventuellement d’une voyelle de liaison : szortíroz « il/elle trie », prejudikál « il/elle préjudicie ».
En BCMS il y a trois suffixes pour intégrer les verbes empruntés (organizovati « organiser », formirati « former », operisati « opérer »), mais la plupart de ces verbes ne différencient pas les aspects (perfectif et imperfectif), ayant une seule forme pour les deux. Tous les noms sont intégrés dans les classes de déclinaison, même si au nominatif singulier ils ont des terminaisons étrangères. Les désinences des autres cas sont ajoutées a ces terminaisons, avec un phone de liaison pour certaines : tabu « tabou » – tabua « du tabou », žiri « jury » – žirija « du jury ». Par contre, dans une autre langue slave, le russe, de nombreux noms étrangers terminés en voyelle reçoivent bien un genre, qui se manifeste dans leur accord avec les épithètes, mais restent invariables en nombre et en cas, même s’ils ont une terminaison qui existe au nominatif singulier de noms autochtones : жюри (jiouri) « jury », кофе (kofé) « café », радио « radio ».

### Adaptation graphique
L’adaptation graphique des emprunts dépend de plusieurs facteurs. Si le système graphique de la langue réceptrice est totalement différent de celui de la langue source (ex. anglais – japonais), les emprunts sont écrits avec la graphie de la langue réceptrice. Si le système graphique des deux langues est le même, par exemple le même alphabet, les emprunts bien intégrés respectent la graphie et l’orthographe de la langue réceptrice, et les mots encore étrangers sont écrits comme dans la langue source ou comme dans la langue réceptrice, ou bien il y a hésitation dans leur graphie.
En français on peut citer le cas du nom bifteck qui, à son entrée dans la langue, s’est écrit comme en anglais, beefsteak, par la suite il a connu les variantes beefstake, beefsteck et beefteak, pour finalement avoir une orthographe partiellement étrangère au français, par le groupe ck.
En roumain, les emprunts à l’anglais relativement anciens sont complètement adaptés à l’orthographe roumaine (blugi « blue-jean », gem « confiture », meci « match »), mais les relativement nouveaux gardent leur graphie d’origine : cowboy, fairplay, week-end.
Le serbe et le monténégrin, qui utilisent aussi bien l’alphabet cyrillique que l’alphabet latin, tous les emprunts et mots étrangers s’écrivent conformément à l’orthographe autochtone avec les deux alphabets, indifféremment de leur degré d’intégration, y compris les noms propres : džem « confiture », kauboj « cow-boy », Šekspir « Shakespeare ». En bosnien et en croate, qui utilisent seulement l’alphabet latin, la règle est la même, sauf pour les noms propres, qui s’écrivent comme dans la langue d’origine, si elle utilise également l’alphabet latin.
En hongrois aussi, le principe est d’employer l’orthographe de cette langue (dzsem « confiture », meccs « match », víkend „week-end”), mais il y a des exceptions (ex. cowboy), même concernant des emprunts relativement anciens (ex. guillotine). Certains gardent partiellement des éléments de la graphie d’origine mais ne respectent pas les règles de correspondance entre graphie et prononciation. Par exemple millió « million » se prononce avec [l] bref, bien qu’en hongrois les consonnes géminés soient prononcées longues.
En japonais, non seulement les mots étrangers, mais aussi les emprunts, même anciens, se distinguent par leur écriture avec l’un des trois syllabaires japonais, le katakana. Ainsi, même le mot pan « pain », emprunté au portugais il y a plusieurs siècles et intégré à d’autres points de vue, s’écrit en katakana.

## L’attitude envers les emprunts
Il faut distinguer l’attitude des locuteurs ordinaires, d’une part, et celle des spécialistes de la langue, éventuellement, des officialités, d’autre part. Ceux de la première catégorie adoptent spontanément des mots étrangers, plus ou moins facilement, en fonction de divers facteurs. Chez ceux de la seconde catégorie il y a une large gamme d’attitudes, allant du libéralisme au purisme, en fonction de la langue donnée, de son stade considéré à un certain moment historique et même de certains facteurs politiques.
Dans l’histoire du français, le problème des emprunts ne s’est pas posé jusqu’au XVIe siècle, quand les lettrés ont commencé à s’en occuper au début de la standardisation de la langue. En général, ils exprimaient la nécessité des emprunts, surtout au latin et au grec. Certains étaient aussi favorables aux emprunts à d’autres idiomes parlés en France, par exemple Joachim du Bellay, d’autres s’y opposant, par exemple François de Malherbe. Au même siècle, il est entré dans la langue de nombreux mots italiens, et certains lettrés militaient pour qu’on les évite, par exemple Henri Estienne, mais sans succès pour le moment. Au XVIIe siècle, dans le contexte de l’épanouissement du classicisme, la tendance imposée par l’Académie française était puritaine, les normes imposées par elle à la langue littéraire cherchant à éliminer, entre autres, les italianismes. Depuis le milieu du XXe siècle, à mesure que l’influence américaine dans le monde s’accroît, la politique linguistique des pays francophones cherche à limiter l’entrée d’anglicismes en français. Des organismes officiels s’occupent du standard de la langue, y compris en recommandant l’emploi de termes autochtones existants ou de termes nouvellement formés en français à la place de termes étrangers. On a même adopté des mesures législatives en faveur du français.
Dans l’histoire du hongrois aussi, la question des emprunts s’est posée lors des premières actions de standardisation de la langue, au début du XIXe siècle, dans le cadre du mouvement appelé de « renouveau de la langue ». Sa tendance était de créer des mots à partir d’éléments autochtones, par composition, dérivation et calque, pour nommer des réalités nouvelles à l’époque, tout en évitant les emprunts. À l’époque et par la suite aussi le libéralisme et le purisme se sont confrontés, des périodes plutôt libérales et d’autres plutôt puristes se succédant. Par exemple, vers la fin du XIXe siècle et jusqu’aux années 1930 on a emprunté beaucoup de mots anglais des domaines sportifs (futball, korner, meccs, etc.), remplacés par la suite dans le standard par des mots hongrois, mais certains sont restés vivants dans le registre familier. En comparaison avec certaines langues, le hongrois est plus réticent envers les emprunts. Ils ne constituent que 7 % du lexique de cette langue, alors qu’en roumain ce taux est de plus de 60 %. Une explication possible peut en être qu’en hongrois on peut former d’une façon relativement facile, par composition et par dérivation, des mots nouveaux dits « transparents », c’est-à-dire motivés, à partir d’éléments connus par la plupart des locuteurs. Par exemple, pour dire « journalisme » on n’a pas besoin de l’emprunt zsurnalisztika, du moment qu’on a pu former le mot újságírás, littéralement « écriture de nouvelles/nouveautés », un mot composé transparent, et même plus court que l’emprunt non transparent.
Parmi les langues BCMS, le standard du croate est moins tolérant par rapport aux emprunts que celui des autres, ce qui a un rapport avec les aspirations de la Croatie à l’indépendance. Au cours de la formation de la variété standard du croate il y a eu des périodes plus ou moins libérales mais dans ce processus, c’est en général le purisme anti-emprunts qui a dominé. Cette tendance est déjà visible au XVIIe siècle et se maintient au XXIe. Elle se manifeste par la formation de mots ou le calque effectués consciemment par des intellectuels. Dans les périodes de rapprochement entre standards croate et serbe, avant et après la Première Guerre mondiale, puis après la Seconde Guerre mondiale, sous l’influence du serbe, dont le standard est plus perméable aux emprunts, ceux-ci ont été plus nombreux en croate aussi. La période de purisme le plus accentué a été celle de ce qu’on appelait l’État indépendant de Croatie (1941-1945), quand les emprunts existant en serbe également ont été systématiquement remplacés par des créations croates, mais dans la Yougoslavie communiste on a repris les mots empruntés. Après la proclamation de la République de Croatie en 1991, le purisme linguistique s’est réaffirmé.

## Sources bibliographiques
- (ro) Academia Română, Institutul de Lingvistică „Iorgu Iordan – Al. Rosetti”, Dicționarul ortografic, ortoepic et morfologic al limbii române [« Dictionnaire orthographique, ortthoépique et morphologique de la langue roumaine »], 2de édition revue et augmentée, Bucarest, Univers Enciclopedic, 2005 ; en ligne : Dexonline (DOOM 2) (consulté le 13 mars 2018)
- (en) Andrews, Edna, Russian [« Langue russe »], SEELRC, 2001 (consulté le 13 mars 2018)
- (hu) Bárczi, Géza et Országh, László (dir.), A magyar nyelv értelmező szótára [« Dictionnaire de la langue hongroise »], Budapest, Akadémiai kiadó, 1959–1962 ; en ligne : A magyar nyelv értelmező szótára, Magyar Elektronikus Könyvtár, Országos Széchényi Könyvtár (ÉrtSz) (consulté le 13 mars 2018)
- (hr) Barić, Eugenija et al., Hrvatska gramatika [« Grammaire croate »], 2de édition revue, Zagreb, Školska knjiga, 1997,  (ISBN 953-0-40010-1)
- (hu) Bokor, József, « Szókészlettan » [« Lexicologie »], A. Jászó, Anna (dir.), A magyar nyelv könyve [« Le livre de la langue hongroise »], 8e édition, Budapest, Trezor, 2007,  (ISBN 978-963-8144-19-5), p. 164-196 (consulté le 13 mars 2018)
- (en) Bussmann, Hadumod (dir.), Dictionary of Language and Linguistics [« Dictionnaire de la langue et de la linguistique »], Londres – New York, Routledge, 1998,  (ISBN 0-203-98005-0) (consulté le 13 mars 2018)
- (ro) Ciorănescu, Alexandru, Dicționarul etimologic al limbii române [« Dictionnaire étymologique de la langue roumaine »], Bucarest, Saeculum I. O., 2007,  (ISBN 973-9399-86-X); en ligne : Dicționare ale limbii române (Dexonline) (DER) (consulté le 13 mars 2018)
- (ro) Constantinescu-Dobridor, Gheorghe, Dicționar de termeni lingvistici [« Dictionnaire de termes linguistiques »], Bucarest, Teora, 1998; en ligne : Dexonline (DTL) (consulté le 13 mars 2018)
- (en) Crystal, David, A Dictionary of Linguistics and Phonetics [« Dictionnaire de linguistique et de phonétique »], 4e édition, Blackwell Publishing, 2008,  (ISBN 978-1-4051-5296-9) (consulté le 10 novembre 2018)
- (ro) Dicționare ale limbii române [« Dictionnaires de la langue roumaine »] (Dexonline) (consulté le 13 mars 2018)
- Dubois, Jean et al., Dictionnaire de linguistique, Paris, Larousse-Bordas/VUEF, 2002 (consulté le 29 mars 2023)
- (en) Eifring, Halvor et Theil, Rolf, Linguistics for Students of Asian and African Languages [« Linguistique pour les étudiants en langues asiatiques et africaines »], Université d’Oslo, 2005 (consulté le 13 mars 2018)
- (hu) Gerstner, Károly, « 16. fejezet – A magyar nyelv szókészlete » [« Chapitre 16 – Lexique de la langue hongroise »], Kiefer, Ferenc (dir.), Magyar nyelv [« La langue hongroise »], Budapest, Akadémiai Kiadó, 2006,  (ISBN 963-05-8324-0), p. 306-334 (consulté le 29 mars 2023)
- Maurice Grevisse, Le Bon Usage. Grammaire française, 14e édition, Bruxelles, De Boeck Université, 2007,  (ISBN 978-2-8011-1404-9) (consulté le 29 mars 2023)
- (hr) Hrvatski jezični portal (HJP) [« Portail linguistique croate »] (consulté le 13 mars 2018)
- (hu) Kálmán, László et Trón, Viktor, Bevezetés a nyelvtudományba [« Introduction à la linguistique »], 2de édition, augmentée, Budapest, Tinta, 2007,  (ISBN 978-963-7094-65-1) (consulté le 29 mars 2023)
- (hu) Kálmánné Bors, Irén et A. Jászó, Anna, « Az egyszerű mondat » [« La phrase simple »], A. Jászó, Anna (dir.), A magyar nyelv könyve [« Le livre de la langue hongroise »], 8e édition, Budapest, Trezor, 2007,  (ISBN 978-963-8144-19-5), p. 345-436 (consulté le 13 mars 2018)
- (sr) Klajn, Ivan, Gramatika srpskog jezika [« Grammaire de la langue serbe »], Belgrade, Zavod za udžbenike i nastavna sredstva, 2005,  (ISBN 86-17-13188-8) (consulté le 29 mars 2023)
- Leclerc, Jacques, Histoire de la langue française, Agence intergouvernementale de la Francophonie, mis à jour le 26 juillet 2017 (consulté le 13 mars 2018)
- (ro) Macrea, Dimitrie, « Originea și structura limbii române » [« Origine et structure du roumain »], Probleme de lingvistică română [« Problèmes de linguistique roumaine »], Bucarest, Editura Științifică, 1961, p. 7-45
- (hr) Milković, Alen, Normiranje neologizama u hrvatskome jeziku [« Standardisation des néologismes en croate »], thèse, Bibliothèque de la Faculté de philosophie de l’Université de Zagreb, 2010 (consulté le 29 mars 2023)
- (en) Pană Dindelegan, Gabriela, The Grammar of Romanian [« Grammaire du roumain »], Oxford, Oxford University Press, 2013,  (ISBN 978-0-19-964492-6) (consulté le 13 mars 2018)
- Perović, Milenko A. ; Silić, Josip ; Vasiljeva, Ljudmila (dir.), Pravopis crnogorskoga jezika i rječnik crnogorskoga jezika (pravopisni rječnik) [« Orthographe et dictionnaire orthografique du monténégrin »], Podgorica, Ministère de l’enseignement et des sciences du Monténégro, 2009 (consulté le 13 mars 2018)
- (en) Sjoberg, Andrée et Sjoberg, Gideon, « Problems in glottochronology » [« Problèmes en glothochronologie »], American Anthropologist, vol. 58, no 2, 1956, p. 296-300 (consulté le 13 mars 2018)
- Steuckardt, Agnès, Les emprunts du français aux langues germaniques. Parcours diachronique, Travaux du CLAIX / Travaux – Cercle linguistique d'Aix-en-Provence, Aix-en-Provence, Université de Provence, 2012, p. 157-170 (consulté le 13 mars 2018)
- (ro) Sala, Marius (dir.), Vocabularul reprezentativ al limbilor romanice [« Lexique représentatif des langues romanes »], Bucarest, Editura Științifică et Enciclopedică, 1988
- Trésor de la langue française informatisé (TLFi) (consulté le 13 mars 2018)
- Walter, Henriette, Langue française, terre d’accueil, Ministère de la Culture, 31.12.2004, PDF à télécharger (consulté le 13 mars 2018)
- (hu) WikiSzótár.hu (consulté le 29 mars 2023)